# تپه کرسی تپه سی
تپه کرسی تپه سی مربوط به سده‌های اولیه دوران‌های تاریخی پس از اسلام است و در شهرستان بوئین‌زهرا، روستای سلطان بلاغ واقع شده و این اثر در تاریخ ۲ آبان ۱۳۸۲ با شمارهٔ ثبت ۱۰۵۵۴ به‌عنوان یکی از آثار ملی ایران به ثبت رسیده است.